# NGC 1650
NGC 1650 is een elliptisch sterrenstelsel in het sterrenbeeld Eridanus. Het hemelobject werd in 1886 ontdekt door de Amerikaanse astronoom Francis Preserved Leavenworth.

## Synoniemen
- PGC 15931
- MCG -3-13-1